# Front Row (audycja)
Front Row – audycja radiowa emitowana na antenie BBC Radio 4. Jest nadawana w dni powszednie od 7:15 do 7:45 rano, a na stronie internetowej radia istnieje możliwość wysłuchania wcześniejszych wydań. Program ma charakter kulturalny. Poświęcony jest sztuce, literaturze, muzyce, filmowi oraz mediom. Front Row składa się z m.in. wywiadów, dyskusji oraz ocen.
Program prowadzą obecnie: Mark Lawson, John Wilson i Kirsty Lang, a w przeszłości również Francine Stock.
Front Row zastąpiła audycja Kaleidoscope, emitowana przez BBC Radio 4 w latach 1973–1998.